# Монул, Сергей Николаевич
Серге́й Никола́евич Мо́нул (род. 25 сентября 1962, с. Малаешты, Григориопольский район, Молдавская ССР, СССР) — государственный и деятель органов внутренних дел Приднестровской Молдавской Республики. Министр внутренних дел Приднестровской Молдавской Республики с 27 февраля 2012 по 20 ноября 2013. Секретарь совета безопасности Приднестровской Молдавской Республики с 20 ноября 2013 по 9 февраля 2015. Начальник Службы безопасности Президента Приднестровской Молдавской Республики с 9 февраля 2015 по 17 декабря 2016. Генерал-майор милиции.

## Биография
Родился 25 сентября 1962 в селе Малаешты Григориопольского района Молдавской ССР, в семье рабочих.

### Образование
Окончил юридический факультет Приднестровского государственного университета имени Т. Г. Шевченко.

### Служба в МВД ПМР
С 1989 проходил службу в органах внутренних дел СССР, в ГАИ Тираспольского отдела внутренних дел МВД Молдавской ССР.
В 1993 назначен на должность начальника гаража ГАИ Тираспольского ОВД.
С 1 июня 2001 занимал должность начальника Отделение нормативно-правового обеспечения при МВД Приднестровской Молдавской Республики.
С 27 февраля 2012 по 20 ноября 2013 — министр внутренних дел Приднестровской Молдавской Республики.
20 ноября 2013 указом Президента Приднестровской Молдавской Республики было присвоено специальное звание «генерал-майор милиции», в этот же день был освобождён от должности министра внутренних дел.
С 20 ноября 2013 по 9 февраля 2015 — секретарь Совета безопасности Приднестровской Молдавской Республики.
С 9 февраля 2015 по 17 декабря 2016 — начальник Службы безопасности Президента Приднестровской Молдавской Республики.
С 12 октября 2020 — директор Судебного департамента при Верховном Суде Приднестровской Молдавской Республики.

## Семья
Женат, воспитывает сына и дочь.

## Награды и звания
- Орден «Трудовая слава»[9]
- Медаль «За безупречную службу» III степени[10]
- Медаль «За отличную службу по охране общественного порядка»
- Юбилейная медаль «15 лет Приднестровской Молдавской Республике»
- Юбилейная медаль «15 лет Приднестровской милиции»
- Грамота Президента Приднестровской Молдавской Республики
- Специалист I класса[11]